# Закриссон, Маттиас
Маттиас Закриссон (швед. Mattias Zachrisson; род. 22 августа 1990 года, Худдинге, Швеция) — шведский гандболист. Серебряный призёр Олимпийских игр 2012 года и чемпионата Европы 2018 года.

## Карьера

#### Клубная
Маттиас Закриссон воспитанник клуба Эскильсуна Гуиф. Начинал профессиональную карьеру в клубе «Эскильсуна Гуиф». В 2013 году Закриссон перешёл в немецкий клуб Фюксе Берлин. В составе «Фюксе Берлин» Закриссон выиграл кубок Германии в 2014 году и кубок Европы ЕГФ в 2015 году.

#### В сборной
Маттиас Закриссон выступает за сборную Швеции. За сборную Швеции Закриссон сыграл более 100 матчей и забросил более 200 мячей.

## Титулы
- Обладатель кубка Германии: 2014
- Обладатель кубка Европы ЕГФ: 2015

## Статистика
| Сезон   | Клуб         | Лига       | Матчи | Голы   | Голы   | Голы  |
| Сезон   | Клуб         | Лига       | Матчи | С игры | 7-метр | Всего |
| ------- | ------------ | ---------- | ----- | ------ | ------ | ----- |
| 2013/14 | Фюксе Берлин | Бундеслига | 34    | 93     | 0      | 93    |
| 2014/15 | Фюксе Берлин | Бундеслига | 36    | 104    | 0      | 104   |
| 2015/16 | Фюксе Берлин | Бундеслига | 12    | 36     | 0      | 36    |
| 2016/17 | Фюксе Берлин | Бундеслига | 25    | 77     | 0      | 77    |
| 2017/18 | Фюксе Берлин | Бундеслига | 31    | 81     | 0      | 81    |
| 2018/19 | Фюксе Берлин | Бундеслига | 25    | 72     | 0      | 72    |